# Zabaan Language Institute
 (mai 2018).

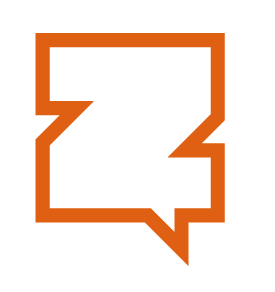
Logo of the Zabaan Language Institute.

Le Zabaan Language Institute est un institut de langues situé à Delhi qui propose des cours dans plusieurs langues du sous-continent indien, notamment le hindi, l’ourdou, le sanskrit, le pashto, le dari, le farsi, l’arabe, le pendjabi et le braj bhasha.

## Histoire
L'institut a été fondé en août 2009 par Ali Taqi et Christoph Dusenbery, un de ses anciens étudiants. Tous deux citoyens américains, ils étaient auparavant professeurs d’hindi à Seattle.

## Les étudiants
La plupart des étudiants de l'institut sont des expatriés qui souhaitent apprendre des langues de la communauté indienne. Selon Taqi, l’intérêt que le hindi suscite a augmenté avec l’essor de l’Inde dans le monde et l’arrivée des multinationales sur le sol indien. En même temps, les films de Bollywood ont fait naître une curiosité envers l'ourdou.